# Stoff
Stoff (от нем. субстанция, вещество) — собирательное название различных химических соединений (в основном — в качестве компонентов авиационного и ракетного топлива), использовавшихся в Германии в период Второй мировой войны.

## Значение слова
Немецкое слово Stoff, происходящее от древнефранцузского estoffe, в зависимости от контекста может означать «химический состав», «вещество», «топливо», «материя». Простые химические вещества водород, кислород, углерод и азот по-немецки называются Wasserstoff, Sauerstoff, Kohlenstoff и Stickstoff (буквально «водное вещество», «кислое вещество», «угольное вещество» и «дымное вещество»).
В Германии XX века слово Stoff использовалось в качестве кодового обозначения химических соединений в военной промышленности. Первые обозначения -Stoff получили различные отравляющие вещества времен Первой мировой войны (например обозначение A-Stoff получил хлорацетон). Ко времени Второй мировой войны некоторые обозначения были изменены, например, под маркировкой того же A-Stoff стал обозначаться жидкий кислород.

## Список обозначений
- A-Stoff (ПМВ): хлорацетон (отравляющее вещество)[2]
- A-Stoff (ВМВ): жидкий кислород
- B-Stoff: гидразин или раствор в воде 75 % этанола (топливо для Фау-2)
- Bn-Stoff (ПМВ): бромометилэтилкетон (C4H7BrO, отравляющее вещество)[2]
- Br-Stoff: лигроин, выделенный из газолина
- C-Stoff: 57 % метанол / 30 % гидразин / 13 % вода / катализатор
- D-stoff: фосген
- F-Stoff: хлорид титана(IV)
- K-Stoff: метилхлорформиат
- M-Stoff: метанол
- N-Stoff: Фторид хлора(III)
- P-stoff: сжатый азот или воздух (использовался для подготовки ракеты Фау-2 к старту)
- R-Stoff или Tonka: 57 % оксид моносилидина / 43 % триэтиламин
- S-Stoff: 90 % азотная кислота / 10 % серная кислота или 96 % азотная кислота / 4 % хлорид железа(III) в качестве катализатора[3]
- SV-Stoff или Salbei: 94 % азотная кислота / 6 % тетраоксид диазота (красная дымящая азотная кислота) или 85 % азотная кислота / 15 % серная кислота
- T-Stoff (ПМВ: ксилилбромид (отравляющее вещество)[2]
- T-Stoff (ВМВ): 80 % пероксид водорода / небольшое кол-во 8-оксихинолина / 20 % вода (использовался в качестве окислителя вместе с C-Stoff для реактивных двигателей HWK 109-509 или топлива совместно с Z-Stoff для ускорителей HWK 109-500 Starthilfe RATO и HWK 109—507 ASM)
- U-Stoff: тетраоксид диазота
- X-Stoff: тетранитрометан
- XU-Stoff: 70 % (по массе) X-Stoff (тетранитрометан) / 30 % U-Stoff (тетраоксид диазота)
- Z-Stoff: перманганат кальция / перманганат натрия / вода